# Claudio Cavina
Claudio Cavina (Castrocaro Terme e Terra del Sole, 1961 – Forlì, 30 agosto 2020) è stato un controtenore, direttore di coro e direttore d'orchestra italiano.

## Biografia
Studiò canto a Bologna con Candace Smith dal 1984, poi con Kurt Widmer e René Jacobs alla Schola Cantorum Basiliensis esibendosi poi in tutto il mondo con i principali ensembles di musica rinascimentale e barocca (Concerto Köln, Clemencic Consort, Huelgas Ensemble, La Colombina, Elyma Ensemble, Concerto Italiano, Europa Galante, Le Parlement de Musique, Fitzwilliam Ensemble).
Nel 1996 fondò con Rossana Bertini La Venexiana, gruppo specializzato nelle esecuzioni di madrigali, musica sacra e melodrammi del Seicento italiano del quale sarà direttore d'orchestra fino al 2016.
Durante la sua carriera realizzò 80 incisioni discografiche (Deutsche Harmonia Mundi, Glossa, Opus 111, Accent, Sony Classical) vincendo anche due Gramophone Classical Music Awards. Diresse L'Orfeo e L'incoronazione di Poppea di Claudio Monteverdi nelle maggiori città europee (Jerez de la Frontera, Madrid, Modena, Genova, Melk, Ratisbona, Londra, San Gallo e Lione).
È morto il 30 agosto 2020 all'età di 58 anni a causa delle lesioni conseguenti ad un incidente subito alcuni anni prima.

## Discografia
- Francesco Gasparini, Amori e ombre, con Rossana Bertini e Claudio Cavina (Opus 111, OPS 30-182)
- Benedetto Marcello, La Stravaganza. Duetti & cantate, con Rossana Bertini e Claudio Cavina (Opus 111, OPS 30-14)
- Sigismondo d'India, Libro primo dei madrigali (Glossa, GCD C80908)
- Sigismondo d'India, Terzo libro di madrigali (Glossa, GCD 920908)
- Giaches de Wert, La Gerusalemme Liberata (Glossa, GCD 920911)
- Luzzasco Luzzaschi, Quinto libro di madrigali (Glossa, GCD 920905)
- Luzzasco Luzzaschi, Concerto delle Dame. Madrigali per cantare et sonare a 1, 2, 3 soprani (Glossa, GCD 920919)
- Luca Marenzio, Sesto libro dei madrigali (Glossa, GCD C80909)
- Luca Marenzio, Nono libro di madrigali (Glossa, GCD C80906)
- Agostino Steffani, Duetti da camera (Glossa, GCD C80902)
- Gesualdo da Venosa, Quarto libro dei madrigali (Glossa, GCD 920934)
- Gesualdo da Venosa, Quinto libro dei madrigali (Glossa, GCD 920935)
- Claudio Monteverdi, Secondo libro dei madrigali (Glossa, GCD 920922)
- Claudio Monteverdi, Terzo libro dei madrigali (Glossa, GCD 920923)
- Claudio Monteverdi, Quarto libro dei madrigali (Glossa, GCD 920924)
- Claudio Monteverdi, Sesto libro dei madrigali (Glossa, GCD920926)
- Claudio Monteverdi, Settimo libro dei madrigali (Glossa, GCD 920927, 2CD)
- Claudio Monteverdi, Ottavo libro dei madrigali (Glossa, GCD 920928, 3CD)
- Claudio Monteverdi, L'Orfeo (Glossa, GCD 920913, 2CD)
- Claudio Monteverdi, Il Ritorno di Ulisse in Patria (Glossa, GCD 92092, 3CD)
- Claudio Monteverdi, L'Incoronazione di Poppea (Glossa, GCD 920916, 3CD)